# Yanaoca
Yanaoca – miasto w Peru, w regionie Cuzco, stolica prowincji Canas. W 2008 liczyło 2 299 mieszkańców.